# Scotch Street
Scotch Street är en ort i Storbritannien.   Den ligger i riksdelen Nordirland, i den västra delen av landet, 500 km nordväst om huvudstaden London. Scotch Street ligger 33 meter över havet och antalet invånare är 1 000.
Terrängen runt Scotch Street är platt, och sluttar norrut. Runt Scotch Street är det ganska tätbefolkat, med 129 invånare per kvadratkilometer. Närmaste större samhälle är Portadown, 5,5 km sydost om Scotch Street. Trakten runt Scotch Street består i huvudsak av gräsmarker.